# Governatorato del Caucaso
Il Governatorato del Caucaso (in russo Кавказская губерния?, Kavkazskaja gubernija) era una divisione amministrativa (gubernija) dell'Impero russo, esistito dal 1802 al 1822. La sua sede si trovava a Georgievsk. Il governatorato era situato nel sud della parte europea dell'Impero russo. Nel 1822 il governatorato fu abolito e trasformato nell'Oblast' del Caucaso, con sede amministrativa a Stavropol'. In termini delle attuali divisioni amministrative della Russia, l'area del Governatorato del Caucaso corrispondeva agli odierni territori (o kraj) di Stavropol' e Krasnodar, all'oblast' di Rostov e alle repubbliche di Cabardino-Balcaria, Ossezia settentrionale-Alania, Inguscezia, Cecenia, Daghestan e Calmucchia, con la porzione maggioritaria nel territorio di Stavropol'.

## Storia
La colonizzazione russa del Caucaso settentrionale iniziò negli anni '70 del Settecento. Nel 1785 fu istituito il vicereame del Caucaso. Consisteva nell'oblast' del Caucaso con sede a Ekaterinograd e nell'Oblast' di Astrachan' con sede ad Astrachan'. Nel 1790, l'oblast' del Caucaso fu abolita e fusa nel Governatorato di Astrachan' . Il 15 novembre 1802 venne creato il Governatorato del Caucaso con il centro amministrativo a Georgievsk. Il 24 luglio 1822 il governatorato fu trasformato nell'Oblast' del Caucaso, con gli stessi confini, e la sua sede fu spostata nella città di Stavropol.
Il governatorato era composto da cinque uezd (tra parentesi sono riportati i centri amministrativi, che avevano tutti lo status di città),
- Uezd di Aleksandrovsk (Aleksandrovsk);
- Uezd di Georgievsk (Georgievsk);
- Uezd di Kizlyar (Kizljar);
- Uezd di Mozdok (Mozdok);
- Uezd di Stavropol' (Stavropol').

Nel 1822, quando il governatorato fu abolito, anche l'uezd di Aleksandrov fu sciolto e diviso tra gli uezd di Stavropol' e Georgievsk.

## Governatori
L'amministrazione del governatorato era affidata a un governatore. I governatori del Governatorato del Caucaso furono,
- 1802–1804 Ivan Petrovič Kasparov, governatore;
- 1804-1805 Christian Petrovič Gildenšol'd (Christian Gildenschold), governatore;
- 1805-1809 Nikolaj Michajlovič Kartvelin, governatore;
- 1809-1811 Mark Leont'evič Malinskij, governatore;
- 1811-1813 Jakov Maksimovič von Briskorn, governatore;
- 1813-1820 Mark Leont'evich Malinskij, governatore.

Tra il 1820 e il 1822 la carica di governatore rimase vacante.